# Кутуз
Саиф ед Дин Кутуз (умро 24. октобра 1260) био је мамелучки султан Египта 1259. и 1260. године.

## Биографија
Након насилне смрти Ејбака и Шајар ал Дур, египатски престо преузима њихов син Нур ад Дин Али. Пошто је он био малолетан, Кутуз преузима власт као регент. Након две године га је убио и завладао Египтом сам (1259. година).
У време Кутузове владавине над муслимане се надвила велика опасност у виду најезде Монгола. Монголи освајају Багдад, Алепо и Дамаск. У армији Хулагу кана учествовао је и Боемунд, кнез Антиохије. Хулагу кан шаље Кутузу делегацију која му предлаже предају. Кутуз је мирно саслушао монголског изасланика, а онда наредио да му се одруби глава.
Напад Хулагуа на Кутуза спречила је смрт главног кана Мангуа (11. август 1259). Хулагу је принуђен да се врати у Персију како би се умешао у борбу за власт. Оставио је тек ограничени број коњаника (10 до 20 хиљада). Јула 1260. муслимани упадају у Палестину и Монголима наносе велики пораз код Ајн Џалута. Муслиманску војску предводио је Бајбарс и тек негде пред крај битке се појавио Кутуз и преузео вођство. Кутуз победоносно улази у Дамаск. Само три месеца након битке код Ајн Џалута Кутуза убија Бајбарс. Неки непознати војник му је пришао и затражио да му пољуби руку. Док се султан бавио њиме, Бајбарс је пришао с леђа и забио му нож у врат (24. октобар 1260). Бајбарс преузима власт.